# Cygan (województwo łódzkie)
Cygan – osada leśna w Polsce położona w województwie łódzkim, w powiecie tomaszowskim, w gminie Lubochnia.
W latach 1975–1998 miejscowość administracyjnie należała do województwa piotrkowskiego.
Miejscowość położona jest przy drodze krajowej nr 48 na odcinku Tomaszów Mazowiecki – Spała.